# Eurytoma rubrigalla
Eurytoma rubrigalla är en stekelart som beskrevs av Bugbee 1968. Eurytoma rubrigalla ingår i släktet Eurytoma och familjen kragglanssteklar. Inga underarter finns listade i Catalogue of Life.